# 1993 en photographie
| Années de la photographie : 1990 - 1991 - 1992 - 1993 - 1994 - 1995 - 1996    |
| Décennies de la photographie : 1960 - 1970 - 1980 - 1990 - 2000 - 2010 - 2020 |

Cet article présente les faits marquants de l'année 1993 en photographie.

## Événements
- 1er juillet : inauguration du Musée de la photographie de l'île Maurice ; créé en 1966 comme musée privé, il devient public et est installé à Port-Louis.
- Ouverture du Fotomuseum (de) de Winterthur en Suisse.
- Le Pavillon populaire à Montpellier, destiné aux expositions temporaires du musée Fabre, est utilisé par la galerie Espace Photo Angle, dirigée par le photographe Roland Laboye, pour une exposition de lithographies de Picasso en montrant les Portraits des jours et de la nuit du photographe Daniel Frasnay ; il devient ainsi un lieu d'exposition entièrement consacré à la photographie.
- Fondation de l'entreprise danoise Phase One, exerçant dans la conception, la fabrication et la commercialisation d'équipements photographiques au moyen format : boîtiers, dos numériques et objectifs.

## Photographies notables
- Publication en août dans le magazine Vogue américain de la série The Great Plain par Ellen von Unwerth ; elle marquera l'histoire de la photographie de mode.
- Prise et publication de La Fillette et le Vautour, de Kevin Carter, qui est à l'origine d'un scandale.

## Livres de photographie
- Wim Wenders, Einmal, Rome, Edizione Socrates.
- Micklethwaite's Muskoka, Toronto, Stoddart, 191 p.  (ISBN 9781550460698)

## Études, essais, articles
- Pierre-Jean Amar, La photographie, histoire d’un art, Édisud  (ISBN 2-8574-4680-2).

## Expositions
- 19 mars - 15 juin : François Tuefferd chasseur d'images, Bibliothèque historique de la ville de Paris.
- 31 mars - 25 juillet : Eadweard Muybridge et le panorama photographique de San Francisco, 1850-1880 : Centre canadien d'architecture, Montréal

puis 1er septembre - 24 octobre : Ansel Adams Center, San Francisco ; février-avril 1994 : Musée Carnavalet, Paris.
- 22 juin - 26 septembre : Le salon de photographie : les écoles pictorialistes en Europe et aux États-Unis vers 1900, Musée Rodin, Paris ; commissaire d'exposition Michel Poivert.
- 9 juillet - 2 août : Théâtres-Paysages fragments d'une oeuvre, exposition consacrée à Claude Bricage, Festival d'Avignon[2].
- 10 octobre - 28 novembre : ringl + pit Grete Stern, Ellen Auerbach, Musée Folkwang, Essen, Fotografisches Kabinett (le musée a acquis la même année les négatifs originaux et une grande partie des travaux des deux photographes)[3]

puis : Berlin, Bauhaus-Archiv ; Karlsruhe, Badischer Kunstverein (de) ; Dessau, Bauhaus Dessau.
- 10 novembre 1993 - 9 janvier 1994 : Assia sublime modèle, Musée Despiau-Wlérick, Mont-de-Marsan[4]

puis 22 janvier 1994 - 28 mars 1994 Musée des Beaux-Arts, Calais ; 12 avril - 12 juin 1994 Musée Sainte-Croix, Poitiers
- 23 novembre - 7 février 1994 : Dityvon, Espace photographique de la Ville de Paris.
- 26 novembre - 3 janvier 1994 : Gladys. Gens de Bourges, Maison de la culture (MCB), Bourges.
- 15 décembre - 17 janvier 1994 : Anton Josef Trčka : fotograf vídeňské moderny, Galerie Franz Kafka, Prague.
- Josef Sudek. Panoramiques, Musée des Beaux-Arts, Nantes[5].
- La photographie française : nouvelles tendances, Musée canadien de la photographie contemporaine, Ottawa.
- Temps de silence : panorama de la photographie espagnole durant les années 50 et 60, Le Château d'eau - pôle photographique de Toulouse.

## Festivals et congrès photographiques
- 6 juillet - 15 août : 24es Rencontres de la photographie d'Arles Visions d'auteurs[6].
- 4 - 19 septembre : 5e édition du festival Visa pour l'image à Perpignan en France[7],[8].

## Prix et récompenses
- Grand Prix national de la photographie : Georges Rousse.
- Prix Niépce : Jean-Claude Coutausse.
- Prix Nadar : Gilles Mora,  Walker Evans : la Soif du regard, Paris, éditions du Seuil, 1993, 366 p.  (ISBN 2-02-016450-7)
- Prix Kodak de la critique photographique : 1er prix : Sylvie Tubiana ; 2e prix : Lin Delpierre.
- Prix Henri-Cartier-Bresson : non attribué (jusqu'en 2001).
- Création du Prix Roger-Pic qui récompense l’auteur d’un portfolio photographique « témoignant d’un regard humaniste et généreux ». Premier lauréat : Patricia Canino pour la série Natures.
- Prix Oskar-Barnack : Eugene Richards.
- Prix Erich-Salomon : Don McCullin.
- Prix culturel de la Société allemande de photographie : Lennart Nilsson.
- Prix national de portrait photographique Fernand-Dumeunier : Marco Jacobs.
- Prix du duc et de la duchesse d'York : Stan Denniston.
- Prix Robert Capa Gold Medal : Paul Watson, The Toronto Star, photographies de la bataille de Mogadiscio en Somalie.
- Prix Pulitzer : 
  - Prix Pulitzer de la photographie d'article de fond (Pulitzer Prize for Feature Photography) : l'équipe d'Associated Press pour sa couverture de la campagne présidentielle américaine.
  - Pulitzer Prize for Spot News Photography : Ken Geiger et William Snyder du Dallas Morning News, pour leurs photographies des Jeux olympiques de 1992 à Barcelone.
- Prix Ansel-Adams : John Fielder.
- Prix W. Eugene Smith : James Nachtwey.
- Infinity Awards
  - Prix pour l'œuvre d'une vie : Stefan Lorant.
  - Prix de la publication Infinity Award : Jane Livingston, The New York School of Photographs 1936-1963, New York, Stewart, Tabori & Chang  Inc., 1992.
  - Infinity Award du photojournalisme : James Nachtwey.
  - Infinity Award for Art : Anselm Kiefer.
  - Prix de la photographie appliquée : Geof Kern.
- Prix Higashikawa :

photographe japonais : Yutaka Takanashi ;
photographe étranger : William Yang ;
photographe espoir : Kō Inose ;
prix spécial : Takeo Shimizu.
- Prix Kimura Ihei : Yasuhisa Toyohara.
- Prix Ken-Domon : Hiromi Nagakura.
- Prix de la Société de photographie de Tokyo : Hiroh Kikai, Jōtarō Shōji, Kazuhiko Ishii.
- World Press Photo de l'année : James Nachtwey pour la photographie d'une femme soulevant le linceul avec le corps de son enfant lors de la famine au Somali[9].
- Médaille du progrès de la Royal Photographic Society : Lennart Nilsson.
- Création de la Centenary Medal de la Royal Photographic Society attribuée « en reconnaissance de contributions soutenues et significatives à l'art de la photographie ». Premier lauréat : Sebastião Salgado
- Prix international de la Fondation Hasselblad : Sune Jonsson.
- Grand prix de photographie de la Fondation vaudoise pour la culture : Luc Chessex.

## Naissances
- 16 mai : Gage Skidmore, photographe américain.
- 30 septembre : Charlotte Abramow, photographe et réalisatrice belge.
- 11 décembre : Alice Moitié, photographe et réalisatrice française.

- Date précise inconnue ou non renseignée :
  - Youqine Lefèvre, photographe et photojournaliste belge.
  - Gosette Lubondo, photographe congolaise.
  - Rafael Pavarotti, photographe de mode brésilien.

## Décès
- 22 janvier : Brett Weston, photographe américain, membre du groupe f/64, né le 16 décembre 1911.
- 31 janvier : Fritz Henle, photographe américain d'origine allemande, né le 9 juin 1909.
- 11 février : Augusto Cabrita, photographe portugais, né le 16 mars 1923.
- 26 février : Beaumont Newhall, historien de la photographie, commissaire d'exposition et photographe américain, né le 22 juin 1908.
- 15 mars : Curt Götlin, photographe suédois, né le 28 juin 1900.
- 9 mai : Yves Mirkine, photographe de plateau et assistant opérateur français, né le 9 février 1934.
- 12 mai : Toragorō Ariga, photographe japonais, né en 1890.
- 25 mai : Barbara Ker-Seymer, aristocrate et photographe britannique active dans les années 1930, née le 20 janvier 1905.
- 4 juillet : Monika von Boch, photographe allemande, née le 31 mars 1915.
- 31 juillet : Lola Álvarez Bravo, photographe mexicaine, née le 3 avril 1907.
- 11 novembre : Osamu Hayasaki, photographe japonais, né en 1933.
- 15 décembre : Jacques Meuris, écrivain, photographe, critique d'art et poète belge, né en 1923.

- Date précise inconnue ou non renseignée 
  - Rafael Molins Marcet, photographe pictorialiste espagnol, né en 1900.

## Célébrations
Centenaire de naissance
- Karimeh Abbud
- Mário de Andrade
- Josep Badosa
- Adalberto Benítez
- Marianne Brandt
- René Guiette
- Florence Henri
- Yasuo Kuniyoshi
- Yevonde Middleton
- Raoul Minot
- Earl Moran
- Antonio Morassi
- Kiyoshi Nishiyama
- Max Penson
- Diego González Ragel dit Ragel
- Kōji Saitō
- Roy Stryker
- Anton Josef Trčka
- Germaine Van Parys

Centenaire de décès
- Pompeo Bondini
- Auguste Hippolyte Collard
- Robert Cornelius
- Henry Hering
- George Washington Wilson

Bicentenaire de naissance
- Samuel Bemis (en)
- Sarah Anne Bright
- Conde de Lipa
- Jean-Baptiste Louis Gros